# Estrella variable SX Phoenicis
Las estrellas variables SX Phoenicis son una clase de estrellas variables
pulsantes. Son estrellas subenanas pertenecientes a la Población estelar II evolucionando fuera de la secuencia principal. De tipo espectral A2 a F5, son más pequeñas que el Sol, encontrándose habitualmente en cúmulos globulares. Su período de pulsación está en el rango de 0,04 a 0,8 días con una amplitud de aproximadamente 0,7 magnitudes. La estrella SX Phoenicis, prototipo de esta clase de variables, muestra una variación en su brillo de 0,77 magnitudes. BL Camelopardalis, DY Pegasi y XX Cygni son otros conocidos ejemplos de variables SX Phoenicis. Aunque teóricamente cabe esperar que el período de estas variables vaya aumentando a lo largo del tiempo, en algunos casos se ha observado una disminución del período con el tiempo.
Las variables SX Phoenicis están muy relacionadas con las más conocidas variables Delta Scuti. Junto a las variables AI Velorum son conocidas como «estrellas Delta Scuti de gran amplitud» (abreviado HADS, del inglés High-Amplitude Delta Scuti Stars).